# Ellenrakéta

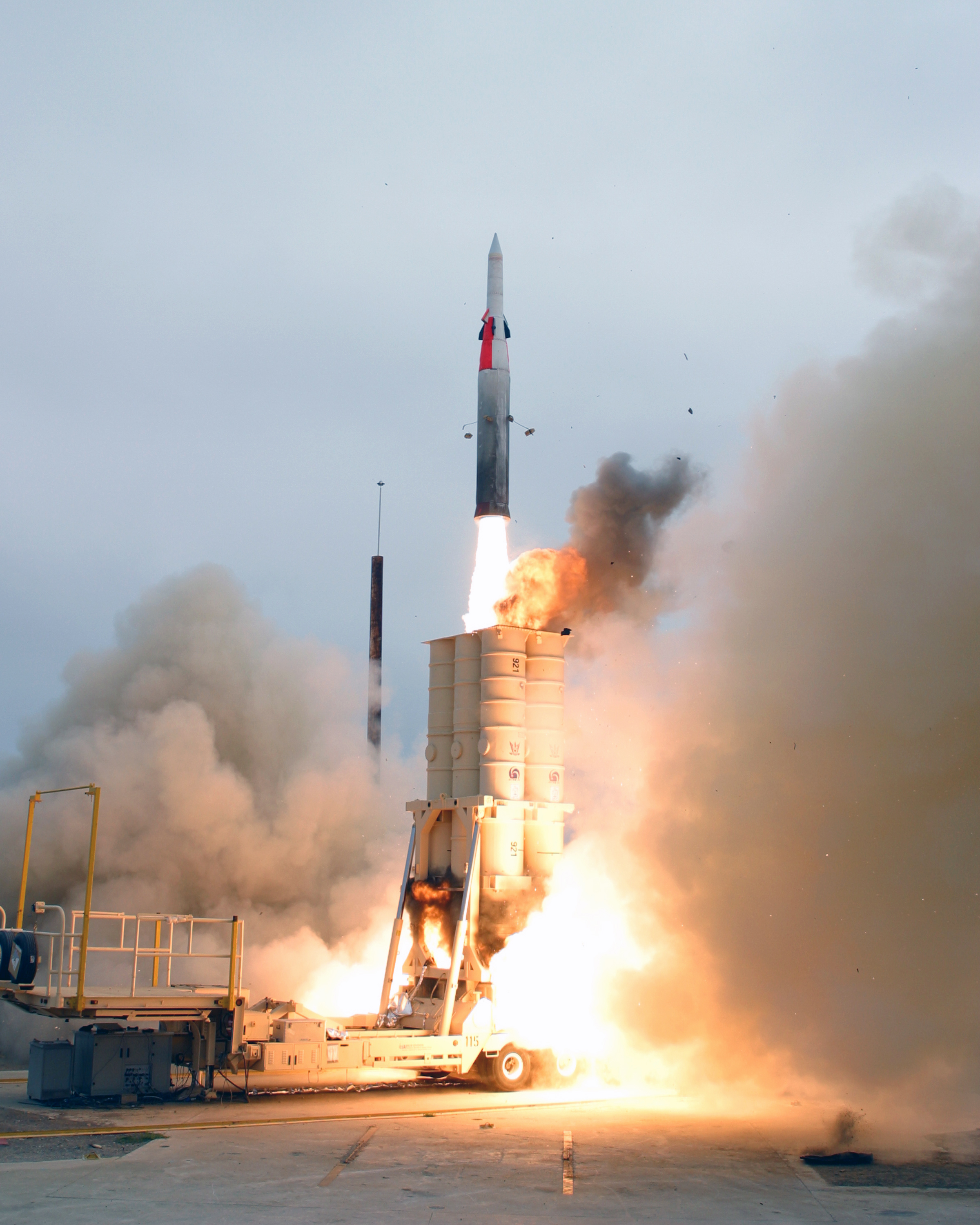
Izraeli Arrow ellenrakéta kísérleti indítása

Az ellenrakéta nagy tömegű és sebességű irányított rakéta, melyet a ballisztikus rakéták megsemmisítésére használnak. Már a második világháborúban, a V–2-esek tömeges bevetése közben felmerült az ellenük történő védekezés problémája. Az első működőképes ellenrakétákat a Szovjetunió és az Amerikai Egyesült Államok az 1960-as évek végén fejlesztette ki, amikor az interkontinentális ballisztikus rakéták tömegesen kezdtek megjelenni a két szembenálló atomhatalom arzenáljában. Az ellenrakéták elterjedése hamis biztonságérzetet adott volna az atomháború szélén álló nagyhatalomnak (azt az érzést sugallva, hogy atomháború esetén meg tudnák magukat védeni), ezért az 1972-ben nemzetközi egyezményben korlátozták telepítésüket a két nagyhatalom fővárosát, valamint magukat az interkontinentális rakéták bázisait védő egy-egy komplexumra.
Ezen komplexumok általában kétféle rakétát használtak, a nagyobb hatótávolságú rakéta a célját a légkörön kívül felrobbantott megatonnás nagyságrendű atomtöltettel semmisítette volna meg (exoatmoszférikus, azaz légkörön kívüli elfogás), kisebb hatótávú rakéta pedig az első védelmi vonalon átjutott rakéták légkörön belüli megsemmisítésére szolgált, kisebb atomtöltettel. Az amerikai Safeguard-rendszer két rakétája a LIM–49 Spartan (nagy hatótávolságú) és a Sprint kis hatótávolságú rakétából állt. A szovjet rendszer Moszkva körül eredetileg csak a nagyobb hatótávolságú A–350 rakétákat alkalmazta, ezt az 1990-es években, a rakéta váltótípusának rendszeresítésekor bővítették kétlépcsősre.
Az öbölháború után több új, kisebb rakétarendszer fejlesztése kezdődött meg, elsősorban nem az atomtöltetet hordozó interkontinentális ballisztikus rakéták tömeges támadásának visszaverésére, hanem a kisebb országok által is üzemeltethető kis hatótávolságú ballisztikus rakéták néhány példányának elfogására, emellett több nagy hatótávolságú légvédelmi rakétát is alkalmassá tettek ballisztikus rakéták elfogására.
Ezen rakéták kisebbek, általában a légkörön belül fogják el céljaikat, robbanótöltetük ha van, akkor az hagyományos töltet. A mikroelektronika gyors fejlődése lehetővé tette olyan irányítórendszerek kifejlesztését, amely segítségével a rakéták a célt közvetlen találattal semmisítik meg, ehhez az energiát a robbanóanyagok helyett a 10-15-szörös hangsebességgel végrehajtott ütközés szolgáltatja.